# Discovery Commerce
Discovery Commerce – amerykańskie wydawnictwo, producent urządzeń naukowych oraz zabawek edukacyjnych.Do spółki należy także serwis internetowy i sieć sklepów Discovery Store. Właścicielem spółki jest Discovery Communications.

## Oferta
W ofercie wydawnictwa znajdują się książki popularnonaukowe i encyklopedie oraz płyty DVD z największymi hitami z kanałów Discovery, oraz programy dokumentalne nie emitowane w telewizji. Przykładami wydanych seriali są m.in.
- Deadliest Catch
- Brudna Robota
- Extreme Engineering
- Broń przyszłości
- Jon & Kate Plus 8
- Little People Big World
- Man vs. Wild
- Rezydencja surykatek
- Miami Ink
- Pogromcy Mitów
- Planeta Ziemia
- Oko w oko z rekinem

Discovery Commerce zajmuje się także, choć w mniejszym stopniu, sprzętem naukowym (mikroskopy itp.) oraz produkcjązabawek edukacyjnych dla dzieci.

## Discovery Store
Discovery Store (wł. Discovery Channel Store) to serwis internetowy oraz sieć sklepów w USA. Zajmuje się dystrybucją produktów Discovery Commerce. W dniu 17 maja 2007, Discovery Communications ogłosiła zamknięcie większości sklepów pozostawiając internetowy.Nadal działa Discovery Channel Airport Store - sieć sklepów ulokowanych na lotniskach, współtworzona z Hadson Group. Discovery Store jest oficjalną częścią Discovery Commerce.